# 1269 Rollandia
1269 Rollandia (1930 SH) là thiên thạch ở vành đai ngoài được phát hiện ngày 20 tháng 9 năm 1930 bởi G. Neujmin ở Simeis.